# Johan Price-Pejtersen
Johan Price-Pejtersen (ur. 26 maja 1999 we Frederiksbergu) – duński kolarz szosowy i torowy.

## Osiągnięcia

### Kolarstwo szosowe
Opracowano na podstawie:

2018
- 2. miejsce w mistrzostwach Danii U23 (jazda indywidualna na czas)
- 3. miejsce w Hafjell GP
- 1. miejsce na etapie 5b Olympia’s Tour

2019
- 1. miejsce w mistrzostwach Danii U23 (jazda indywidualna na czas)
- 3. miejsce w mistrzostwach Danii (jazda indywidualna na czas)
- 1. miejsce w mistrzostwach Europy U23 (jazda indywidualna na czas)
- 2. miejsce w Hafjell TT

2020
- 2. miejsce w mistrzostwach Danii U23 (jazda indywidualna na czas)

2021
- 1. miejsce w mistrzostwach Europy U23 (jazda indywidualna na czas)
- 1. miejsce w mistrzostwach świata U23 (jazda indywidualna na czas)
- 1. miejsce w mistrzostwach Danii U23 (jazda indywidualna na czas)

### Kolarstwo torowe
Opracowano na podstawie:
2017
- 2. miejsce w mistrzostwach świata juniorów (wyścig drużynowy na dochodzenie)
- 1. miejsce w mistrzostwach świata juniorów (wyścig indywidualny na dochodzenie)

## Rankingi

### Kolarstwo szosowe
| Rok             | 2018  | 2019 | 2020  | 2021 | 2022  | 2023  | 2024 |
| --------------- | ----- | ---- | ----- | ---- | ----- | ----- | ---- |
| World Ranking   | 1510. | 627. | 1172. | 291. | 2511. | 1710. | 726. |
| UCI Europe Tour | 968.  | 472. | 908.  | 245. | 1535. | -     | -    |
|                 |       |      |       |      |       |       |      |
| Źródło: UCI     |       |      |       |      |       |       |      |